# دييغو كوينتانايلا
دييغو كوينتانايلا هو لاعب كرة قدم إكوادوري في مركز الوسط، ولد في 2 فبراير 1991 في كيتو في الإكوادور. لعب مع إل. دي. يو. كيتو ونادي أوكاس.